# Gabriel Brazão
Gabriel Nascimento Rezende Brazão (Uberlândia, 5 de outubro de 2000) é um futebolista brasileiro que atua como goleiro. Atualmente joga pelo Santos.

## Carreira

### Início no Cruzeiro
Revelado pelas categorias de base do Cruzeiro, Brazão surgiu como uma das principais promessas do clube celeste na época. Chegou ao profissional em 2018, mesmo ainda tendo idade sub-20. Porém acabou não recebendo chances na equipe profissional, em razão das ótimas fases vividas pelos goleiros Fábio e Rafael na meta do clube mineiro.

### Parma
Em janeiro de 2019, foi anunciado pelo Parma para a disputa do Campeonato Italiano daquela temporada. Teve a venda sacramentada por 2,5 milhões de euros, sem nunca ter defendido as cores do time principal do Cruzeiro.
Com o Parma, terminou o Campeonato Italiano em 14º lugar, foi relacionado para os jogos, mas não chegou a estrear pela equipe.

### Internazionale
Chegou na Internazionale em junho de 2019, como uma das grandes promessas para o clube italiano. O jovem goleiro já era um desejo antigo do clube, que o monitorava nas categorias de base celeste e também nas atuações pela Seleção Brasileira juvenil.

### Empréstimos

#### Albacete
Vinte dias depois do acerto com a Inter, foi emprestado ao Albacete, da Espanha. Fez o primeiro jogo como profissional da carreira na vitória sobre o Tudelano na Copa do Rei, no dia 18 de dezembro de 2019.
Fez cinco jogos como titular jogando pela equipe.

#### Real Oviedo
Em 1 de setembro de 2020, foi emprestado ao Real Oviedo para a temporada 2020–21.

#### Retorno ao Cruzeiro
No início da temporada de 2022, Brazão foi mais uma vez emprestado pela Internazionale, mas dessa vez retornou ao Cruzeiro. Ele chegou como uma das alternativas para suprir a saída do ídolo Fábio, por empréstimo até o fim de junho de 2023.
Em março, passou por um procedimento cirúrgico para corrigir a lesão sofrida no menisco do joelho esquerdo. Em maio, sofre nova lesão no joelho esquerdo e passa por mais uma cirurgia.

#### Ternana
Em 11 de agosto de 2023, foi emprestado para o Ternana, para a disputa da Serie B da Itália.

### Santos
No dia 31 de janeiro de 2024, Brazão assinou com Santos. Peixe adquiriu 60% dos direitos do goleiro em um acordo válido até o fim de 2026. Para que a negociação pudesse ser concretizada, a Inter de Milão rescindiu o contrato que era válido até junho de 2025. A transação foi feita sem custos ao Santos, porém os italianos mantiveram uma fatia da porcentagem dos direitos visando lucro em uma possível venda.
Brazão fez sua estreia no clube em 24 de maio de 2024, contra o América Mineiro, na Arena Independência, em Belo Horizonte, pela 7ª rodada do Campeonato Brasileiro da Série B, após o companheiro de posição João Paulo romper o Tendão de Aquiles no tornozelo esquerdo. Em seu começo no Santos, falhou em alguns jogos seguidos, começou a sofrer pressão, mas aos pouco foi se adaptando e conquistado confiança. Terminaria o ano como titular e campeão daquele campeonato.
Em maio de 2025, liderou o ranking de defesas entre os principais campeonatos do futebol mundial em 2025, com 94 defesas na temporada, número superior ao de nomes como Thibaut Courtois, do Real Madrid, e Yann Sommer, da Inter de Milão.

## Seleção Nacional
Gabriel fez sua estreia pela Seleção Brasileira Sub-17 no Mundial da categoria em 2017, realizado na Índia. Fez excelentes atuações durante o torneio, o que o fez ganhar o título de melhor goleiro daquela edição do campeonato.
Meses depois, foi convocado por Tite na Seleção Brasileira principal para os jogos contra Uruguai e Camarões.
Em 2019, disputou o Sul-Americano com a Seleção Sub-20, onde ficou na reserva de Phelipe.

## Títulos
Cruzeiro
- Copa do Brasil: 2018[carece de fontes?]
- Campeonato Brasileiro - Série B: 2022[carece de fontes?]

Internazionale
- Supercopa da Itália: 2022[32]

Santos
- Campeonato Brasileiro - Série B: 2024[carece de fontes?]